# Кибук, Виталий Анатольевич
Вита́лий Анато́льевич Кибу́к (бел. Віталь Анатольевіч Кібук; род. 7 января 1989, Пинск, Брестская область) — белорусский футболист, полузащитник клуба «Волна».

## Биография
Карьеру футболиста начинал в пинской «Волне» в Первой лиге. В 2010 году перешёл в брестское «Динамо», в составе которого дебютировал в Высшей лиге. В 2011 году подписал контракт с минским «Динамо». В конце сезона-2012 покинул столичную команду и перешёл в клуб «Минск». Закрепился в основном составе, играл на позиции правого полузащитника. В сезоне 2013 с 6 голами стал вторым бомбардиром клуба после Романа Василюка. В январе 2014 года продлил контракт с клубом на один год. Сезон 2014 провёл не так успешно, зачастую выходил на замену.
В январе 2015 года перешёл в «Торпедо-БелАЗ». В составе жодинского клуба стал преимущественно выходить на замену. В январе 2016 года покинул команду.
В феврале 2016 года подписал контракт с микашевичским «Гранитом», где сначала выходил на замену, после стал появляться в стартовом составе. В июле 2016 года перешёл в «Слуцк». В декабре 2017 года продлил контракт с клубом. В сезоне 2018 продолжал выступать в стартовом составе, только в сентябре и октябре отсутствовал из-за травмы. В декабре 2018 года подписал новое соглашение со случчанами. В сезоне 2019 потерял место в основе, выходил на замену или оставался на скамейке запасных. В декабре 2019 года разорвал контракт со «Слуцком».
В феврале 2020 года подписал контракт с пинской «Волной», где стал игроком основного состава. В январе 2021 года продлил соглашение с клубом. В сезоне 2021 оставался игроком стартового состава, с 7 голами стал вторым бомбардиром команды. В январе 2022 года продлил контракт ещё на один год. В матче 8 мая 2022 года против «Слонима» отметился хет-триком.

### В сборной
Выступал за олимпийскую сборную Беларуси в товарищеских матчах (в том числе на турнире в Тулоне)

## Достижения
- Бронзовый призёр чемпионата Беларуси: 2012
- Обладатель Кубка Беларуси: 2012/13